# 阿特尤姆·波利亞魯斯
阿特尤姆·伊戈羅維奇·波利亞魯斯（烏克蘭語：Артем Ігорович Полярус，1992年7月5日—）是烏克蘭足球運動員，司職左中場，目前效力於格羅茲尼艾卡馬特。

## 俱樂部生涯
他來自烏克蘭亞歷山德里亞，足球生涯啟蒙於當地的FC阿美堤斯特亞歷山德里亞。後加入亞歷山德里亞，曾獲選2017–18賽季烏克蘭足球超級聯賽11月最佳球員。
2019年6月20日，加盟俄羅斯球隊希姆基。2020年9月30日，轉會格羅茲尼艾卡馬特。

## 外部連結
- Soccerway （页面存档备份，存于）